# Undressing Extraordinary
Undressing Extraordinary – brytyjski krótkometrażowy film z 1901 roku w reżyserii Waltera R. Bootha.